# Potulice (województwo kujawsko-pomorskie)
Potulice (do XVIII wieku Kantowo) – wieś w Polsce położona w województwie kujawsko-pomorskim, w powiecie nakielskim, w gminie Nakło nad Notecią.

## Podział administracyjny
W latach 1950–1975 miejscowość administracyjnie należała do tzw. dużego województwa bydgoskiego, a w latach 1975–1998 do tzw. małego województwa bydgoskiego.

## Demografia
Według Narodowego Spisu Powszechnego (III 2011 r.) liczyła 1477 mieszkańców. Jest czwartą co do wielkości miejscowością gminy Nakło nad Notecią.

## Historia
Dawna wieś folwarczna, do 1932 roku była w rękach rodziny Potulickich. Po śmierci ostatniej z rodu, hr. Anieli Potulickiej, liczący ponad 6 tys. ha majątek został przekazany jako fundacja Katolickiemu Uniwersytetowi Lubelskiemu. W okresie okupacji niemieckiej wieś została włączona w granice III Rzeszy; założono tu niemiecki obóz przesiedleńczy i obóz pracy Lebrechtsdorf. W latach 1945–1950 w Potulicach znajdował się Centralny Obóz Pracy dla Niemców, powołany przez Wydział Więziennictwa Ministerstwa Bezpieczeństwa Publicznego. W roku 1951 utworzono w nim Zakład Karny (ZK) dla mężczyzn. Wielokrotnie modernizowany i przysposobiony dla potrzeb Służby Więziennej. Od 13 grudnia 1981 do 30 marca 1982 obóz internowania dla działaczy NSZZ „Solidarność” Regionu Bydgoskiego i Regionu Toruńskiego. Obecnie ZK Potulice jest jednostką dla skazanych odbywających karę pierwszy raz.

## Zabytki
- Zespół pałacowo-parkowy w Potulicach – wzniesiony w XIX wieku dla Kazimierza Potulickiego; neogotycki pałac wybudowano według projektu Henryka Marconiego i Stanisława Hebanowskiego.
- Kościół Zwiastowania Najświętszej Maryi Panny – pierwotnie kaplica pałacowa, wzniesiona w 1868 roku. Obiekt, wzniesiony w stylu klasycystycznym, mieści kryptę rodu Potulickich; spoczywa tu także ostatnia z rodu hr. Aniela Potulicka. Po II wojnie światowej przekształcony w magazyn. Od roku 1980 pełni funkcję kościoła parafialnego Zwiastowania Najświętszej Maryi Panny o. chrystusowców[5]. Od roku 2009 poddawany renowacji (więźba dachowa i poszycie, sufit, ściany, elewacje). W krypcie groby hrabiów Potulickich, w tym: ostatniej z rodu Anieli Potulickiej.
- Cmentarz wojenny – zlokalizowany na terenie byłego obozu przesiedleńczego i pracy (podobóz Stutthofu), mieści pochówki około 1300 osób.

## Pomniki przyrody
We wsi rośnie okazały Dąb im. Władysława Szafera o obwodzie 736 cm (w roku 2011).

## Galeria

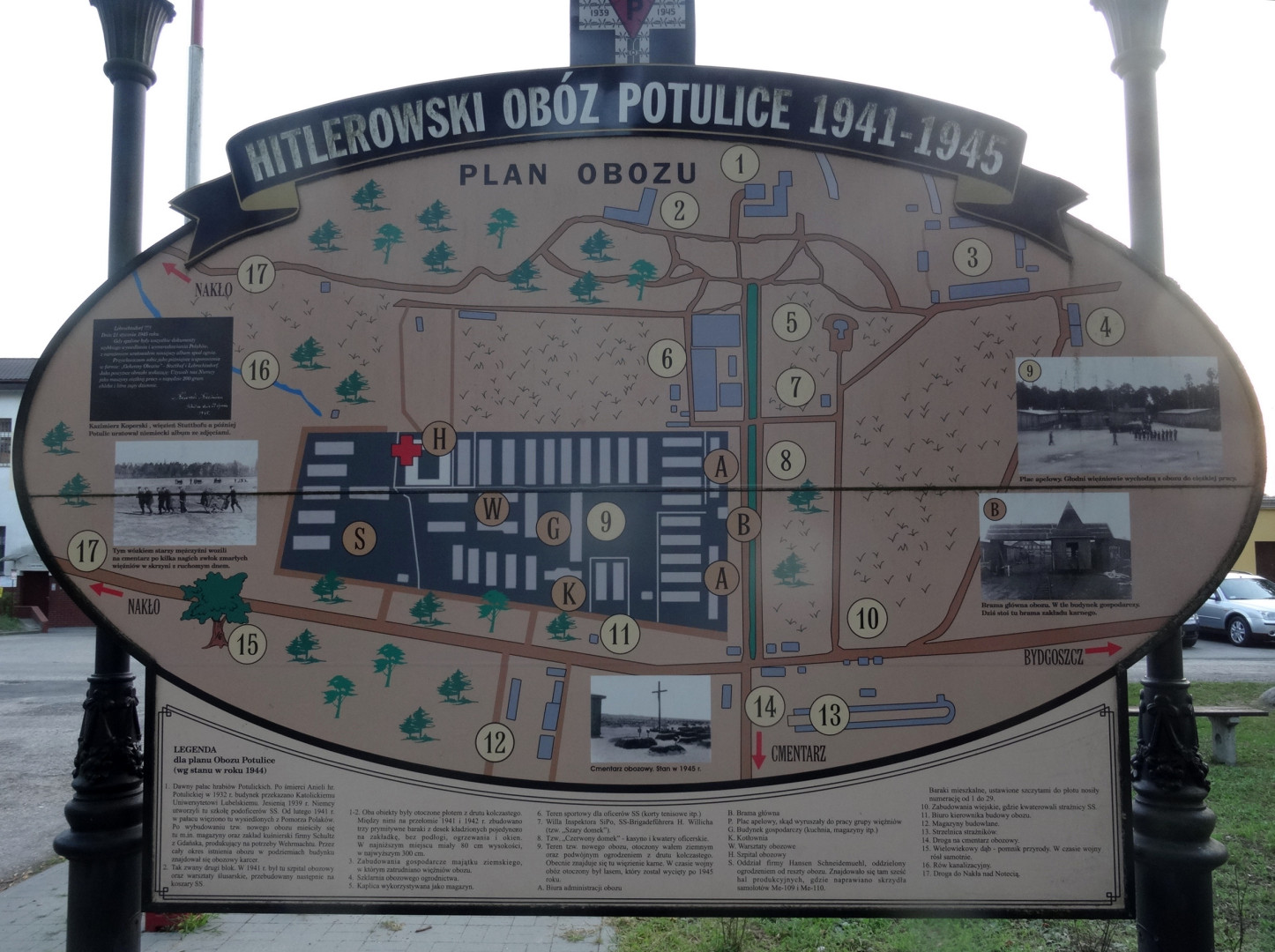
Plan hitlerowskiego obozu
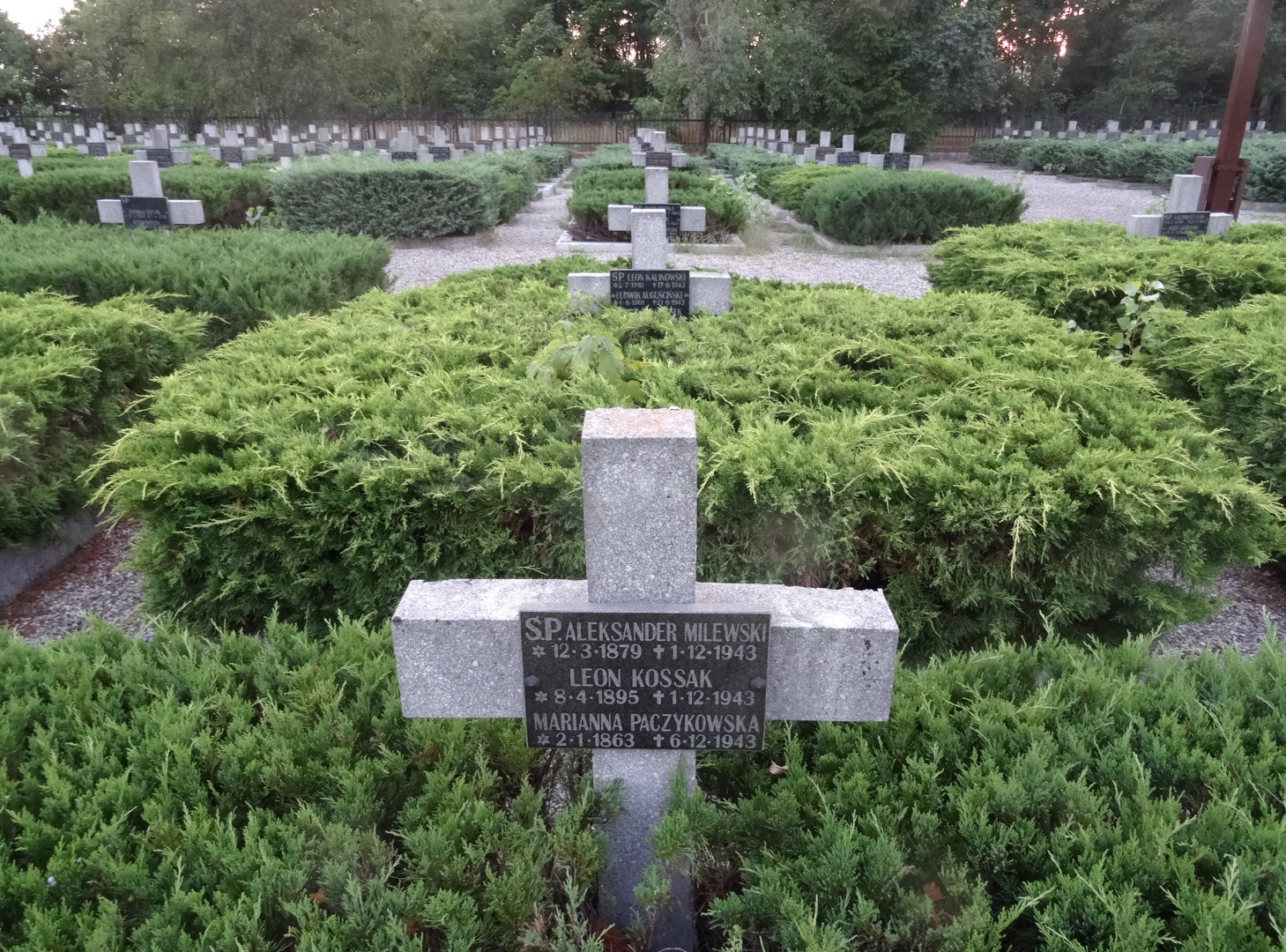
Cmentarz ofiar obozu hitlerowskiego
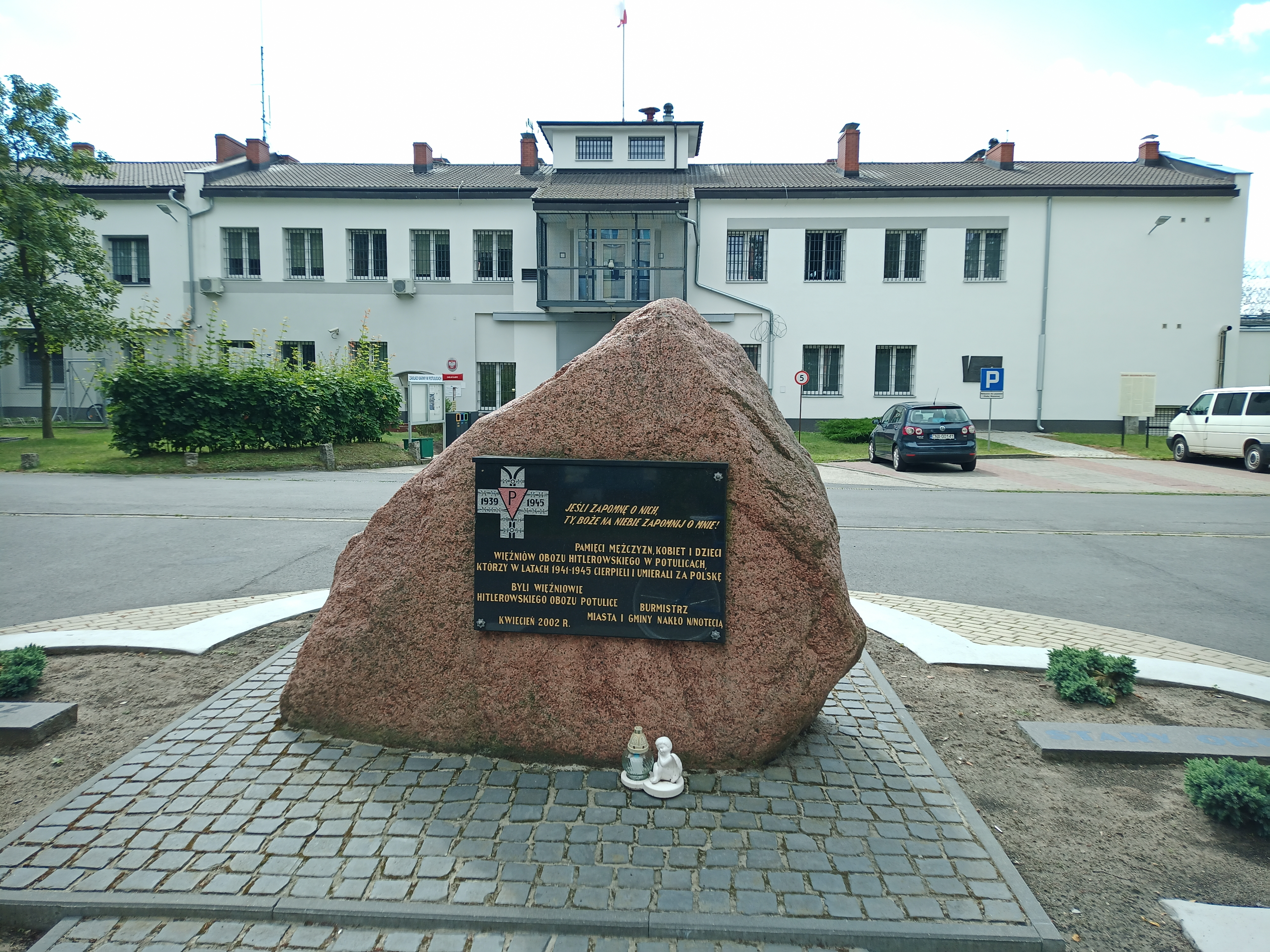
Pomnik upamiętniający ofiary obozu hitlerowskiego
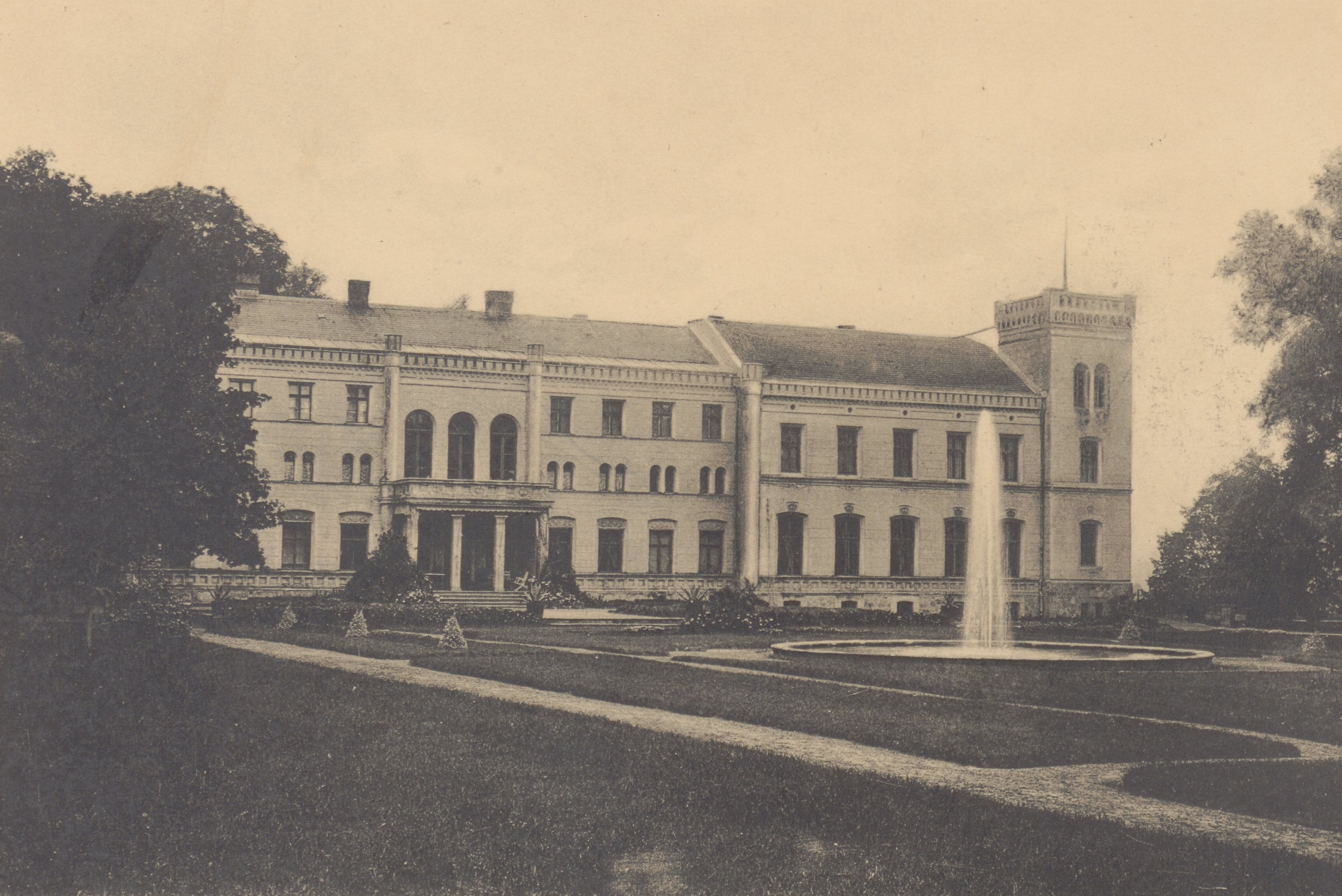
Widok pałacu przed 1912
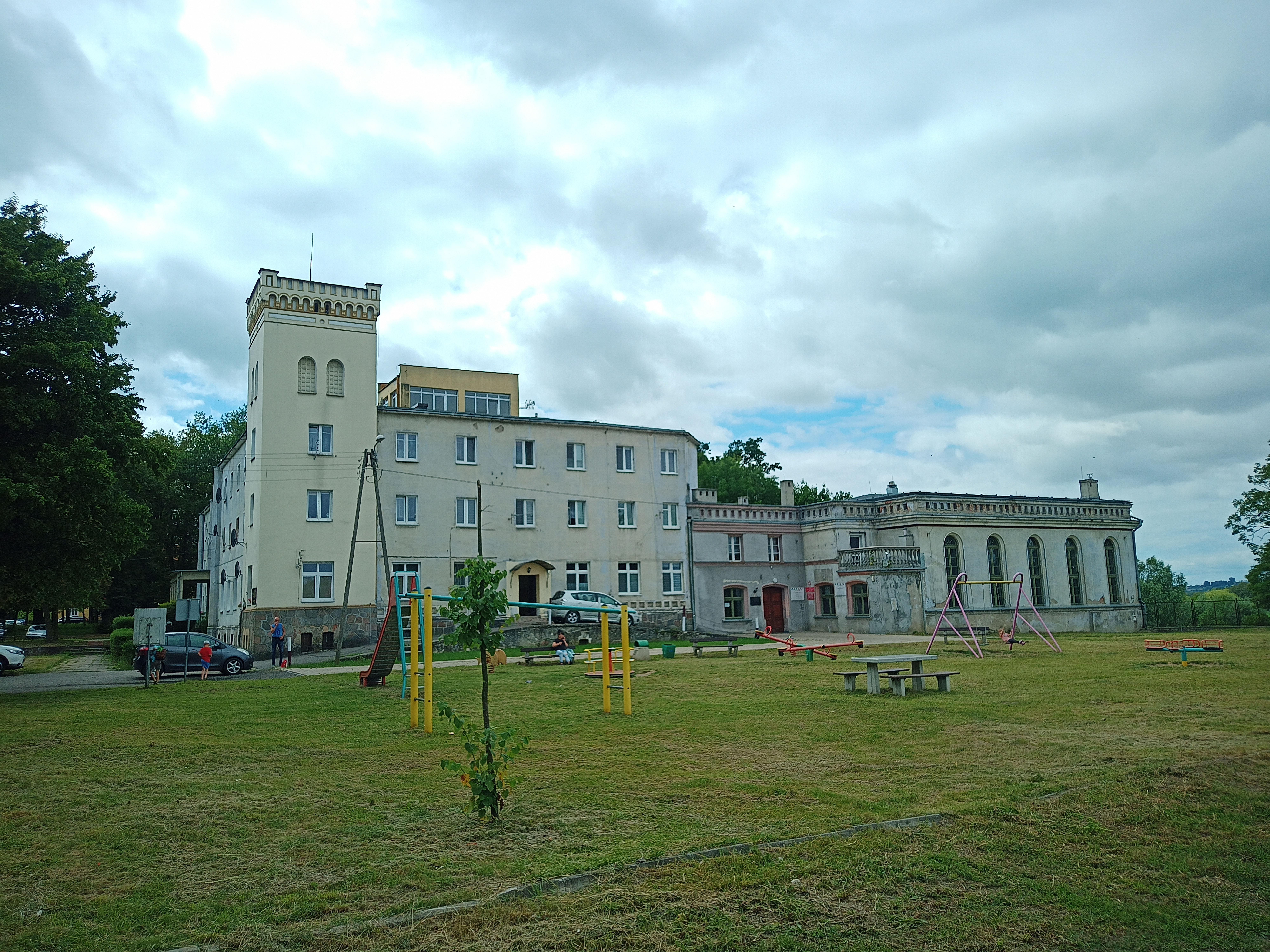
Pałac w Potulicach
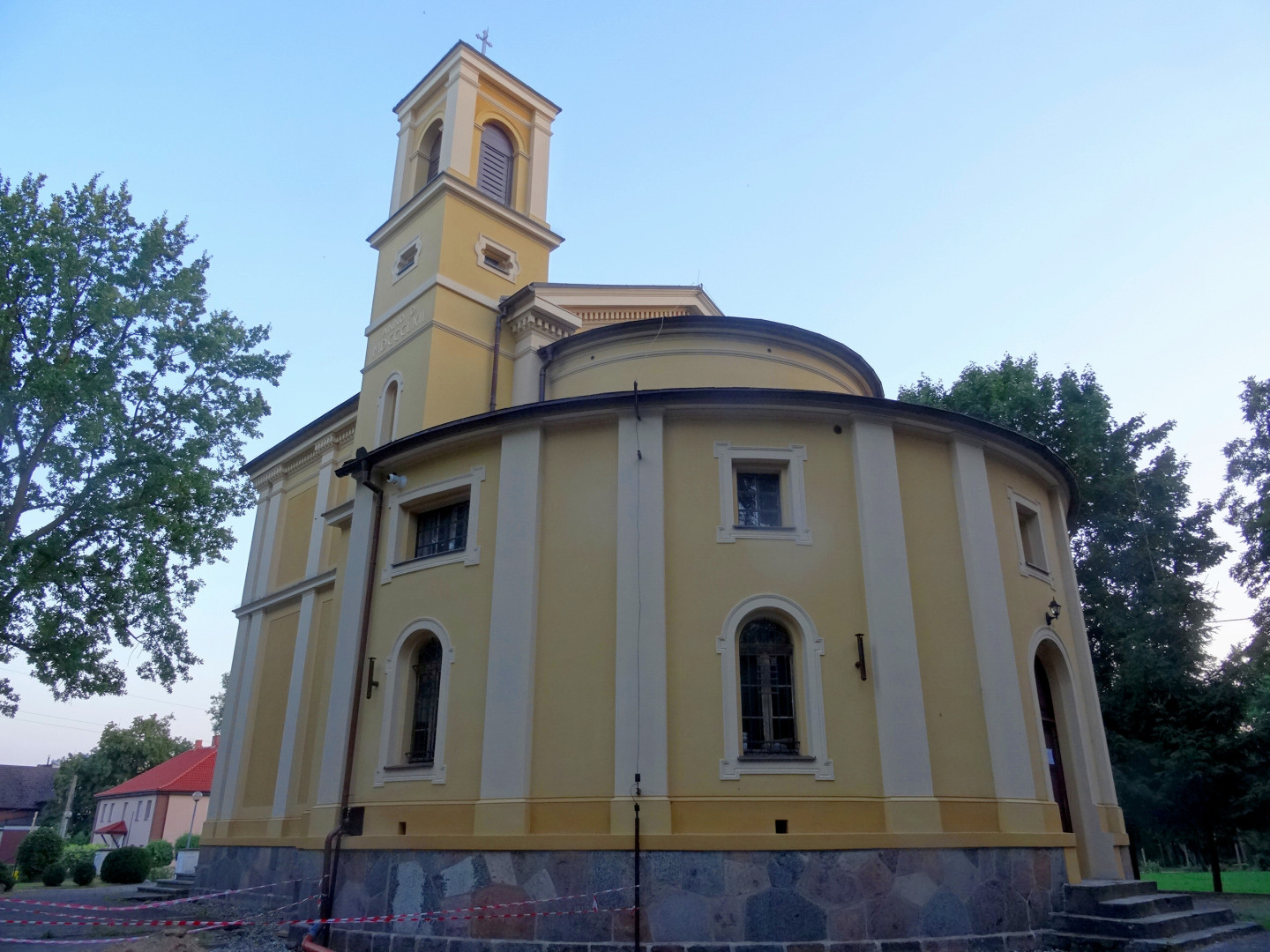
Kościół Zwiastowania NMP
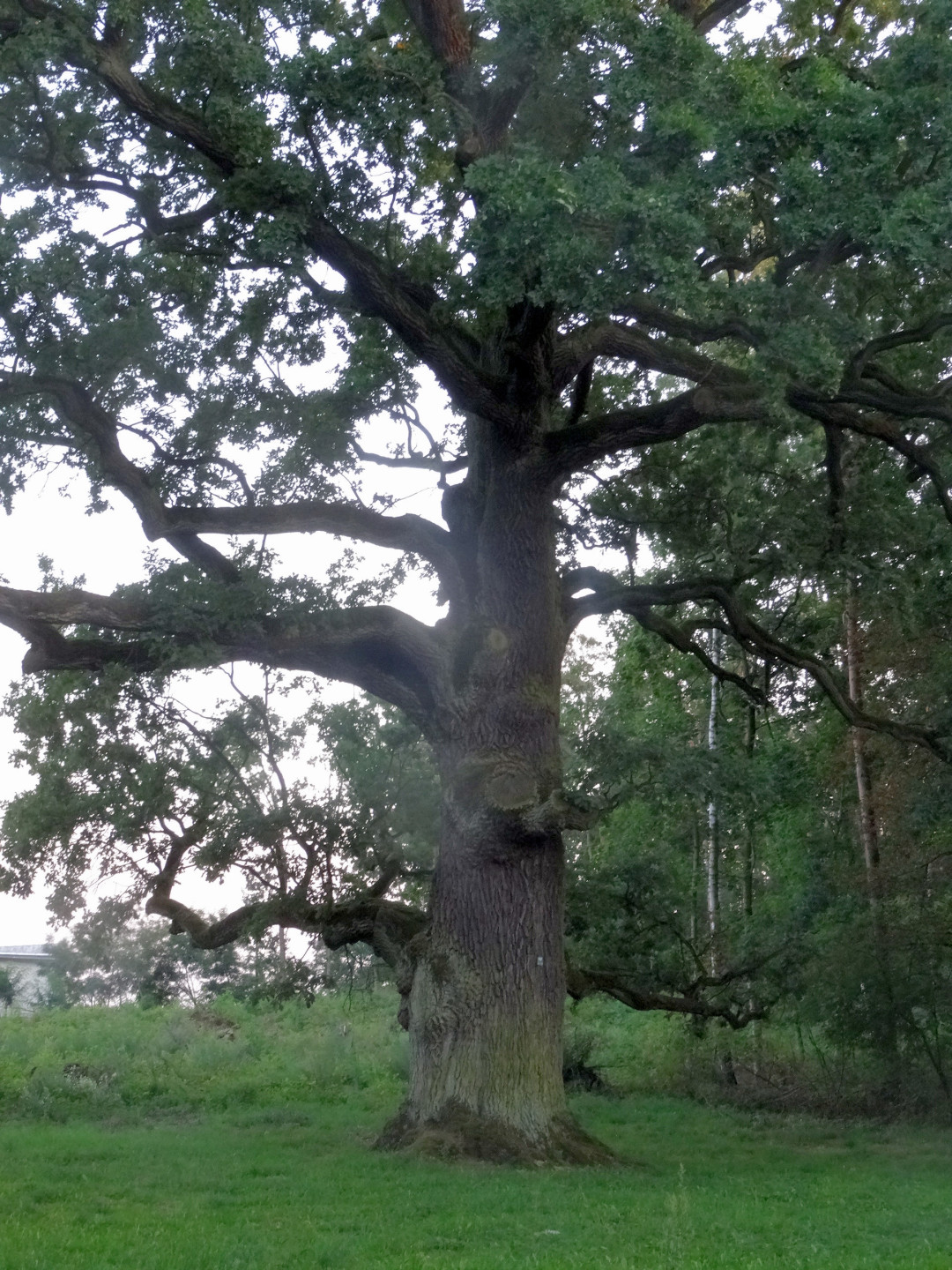
Dąb im. Władysława Szafera